# Lesjoz (Krasnodar)
Lesjoz (del ruso: Лесхоз) es un posiólok del raión de Novokubansk, en el krai de Krasnodar de Rusia. Está situado en la orilla izquierda del río Kubán, frente a Krásnaya Zvezdá, 11 km al norte de Novokubansk y 161 km al este de Krasnodar. No tenía población constante en 2010.
Pertenece al municipio Kovalévskoye.